# Hadopyrgus brevis
Hadopyrgus brevis är en snäckart som beskrevs av Frank Climo 1974. Hadopyrgus brevis ingår i släktet Hadopyrgus och familjen tusensnäckor. Inga underarter finns listade i Catalogue of Life.